# Blaustein
Ne doit pas être confondu avec Bleustein.
Blaustein est une ville de Bade-Wurtemberg (Allemagne), située dans l'arrondissement d'Alb-Danube, dans la région Donau-Iller, dans le district de Tübingen.